# The Dead Letter
The Dead Letter é um curta-metragem de comédia mudo norte-americano, realizado em 1915, com o ator cômico Oliver Hardy.